# Sandvikenrapporten
Sandvikenrapporten är en rapport från 2014 som Sandvikens kommuns arbetsmarknads- och trafiknämnd beställde av revisionsbolaget PwC om hur mycket kommunen tjänade på sina utrikes födda invånare, vilket uppgavs vara 511 miljoner kronor för det studerade året 2012.
Beräkningarna visade sig vara felaktiga och lokala medier som hade skrivit om rapporten refererade då även kritiken mot den, något som flera stora nationella medier inte gjorde förrän över fyra år senare.

## Genomslag och mottagande
Lokala medierna Arbetarbladet och Gefle Dagblad berättade om rapporten i maj 2014, vilket även nationella medier som Dagens Nyheter och Expressen gjorde.
Expressen skrev "Nu finns det svart på vitt sedan kommunen beställde en seriös utredning. Sandviken tjänar drygt 500 miljoner kronor varje år tack vare de utlandsfödda." Rapporten fick beröm av EU-minister Birgitta Ohlsson som sade att "Invandring är frihetsvinst för individen, välfärdsvinst för kommunen och kompetensvinst för företagen."
Rapporten kritiserades bland annat av experter på Sveriges Kommuner och Landsting för att ha underskattat kostnaderna i beräkningarna och att kommunen inte tjänade pengar men istället gick med varken vinst eller förlust. Rapporten kritiserades även av nationalekonomerna Tino Sanandaji och Joakim Ruist.

### Uppföljning i samband med publiceringen
När det visade sig att beräkningarna var felaktiga gjorde de lokala medierna nya publiceringar som refererade kritiken mot rapporten, något som de nationella medierna Dagens Nyheter och Expressen inte gjorde. Dagens Nyheter motiverade den uteblivna uppföljningen med att de inte hade behandlat nyheten som "en större journalistisk satsning" från tidningens sida. Av över 13 000 nyhetsartiklar som publicerades i Dagens Nyheter under valåret 2014 var artikeln om Sandvikenrapporten en av de 20 mest lästa.

### Senare uppföljning
Fyra år senare, i juni 2018, gjorde Dagens Nyheter en längre uppföljning om rapporten och dess historia. Tidningen var då självkritisk till att varken ha publicerat någon rättelse eller följt upp artikeln. Dagens Nyheters chefredaktör Peter Wolodarski sade då att "Med allt som har kommit fram om rapporten så borde vi aldrig ha publicerat nyheten" men han motsatte sig en avpublicering: "I och med att det blivit en så stor sak så blir det märkligt att radera den. Det är också att göra våld på historien, nu får den stå där med den uppdaterade kritiken."
Ytterligare ett år senare, i september 2019, följde även Expressen upp rapporten och skrev då att "i dag vill få i Sandviken kännas vid rapporten" och att kommunens kostnader för försörjningsstöd låg på mellan 55 och 60 miljoner kronor, att skattehöjningar inte kunde uteslutas trots att kommunen redan hade högre kommunalskatt än genomsnittet i landet samtidigt som servicen var sämre än i övriga delar av Sverige. Den artikeln nämnde, men kommenterade inte närmare, Expressens egen publicering fem år tidigare.
I november 2021, drygt sju år efter publiceringen, medgav Peter Wolodarski att det varit skadligt och pinsamt för tidningen att den ursprungliga artikeln överhuvudtaget skrevs.